# Nördgraven
Nördgraven är en sjö i Umeå kommun i Västerbotten och ingår i Dalkarlsån-Sävaråns kustområde. Sjön har en area på 0,107 kvadratkilometer och ligger 0,2 meter över havet. Nördgraven ligger i Holmöarna Natura 2000-område.

## Delavrinningsområde
Nördgraven ingår i det delavrinningsområde (707111-174929) som SMHI kallar för Rinner till S n Kvarkens kustvatten. Medelhöjden är 2 meter över havet och ytan är 2,08 kvadratkilometer. Det finns inga avrinningsområden uppströms utan avrinningsområdet är högsta punkten. Avrinningsområdets utflöde mynnar i havet, utan att ha någon enskild mynningsplats.